# Ann-Elen Skjelbreid
Ann-Elen Skjelbreid (Bergen, 13 de septiembre de 1971) es una deportista noruega que compitió en biatlón. Su hermana Liv Grete y su marido Egil Gjelland también son biatletas.
Participó en tres Juegos Olímpicos de Invierno, entre los años 1994 y 2002, obteniendo dos medallas: plata en Salt Lake City 2002 y bronce en Nagano 1998. Ganó siete medallas en el Campeonato Mundial de Biatlón entre los años 1994 y 1998.

## Palmarés internacional
| Juegos Olímpicos   | Juegos Olímpicos                | Juegos Olímpicos  | Juegos Olímpicos |
| Año                | Lugar                           | Medalla           | Prueba           |
| ------------------ | ------------------------------- | ----------------- | ---------------- |
| 1998               | Nagano (Japón)                  | Medalla de bronce | Relevos          |
| 2002               | Salt Lake City (Estados Unidos) | Medalla de plata  | Relevos          |
| Campeonato Mundial |                                 |                   |                  |
| Año                | Lugar                           | Medalla           | Prueba           |
| 1994               | Canmore (Canadá)                | Medalla de plata  | Equipo           |
| 1995               | Anterselva (Italia)             | Medalla de oro    | Equipo           |
| 1995               | Anterselva (Italia)             | Medalla de bronce | Relevos          |
| 1996               | Ruhpolding (Alemania)           | Medalla de plata  | Velocidad        |
| 1997               | Osrblie (Eslovaquia)            | Medalla de oro    | Equipo           |
| 1997               | Osrblie (Eslovaquia)            | Medalla de plata  | Relevos          |
| 1998               | Hochfilzen (Austria)            | Medalla de plata  | Equipo           |